# スペイン語キー配列
スペイン語キー配列（すぺいんごキーはいれつ）は、パソコンおよびタイプライターでのスペイン語入力のキー配列。ここでは、パソコンキーボードの配置を取り上げる。

## キー配列

スペイン配列 QWERTY en España

ラテンアメリカ配列 QWERTY en Hispanoamérica

スペイン語キー配列は、広く普及しているものでは、QWERTYを基本として、A～Z を配置している。また、Ñ ñ の位置が、L l の右、日本で普及しているキーボードの ; + の位置にある。
スペインで使われる『スペイン配列』（QWERTY en España）と、メキシコやアルゼンチンなどラテンアメリカで普及している『ラテンアメリカ配列』（QWERTY en Hispanoamérica）の、QWERTY タイプでは、二種類がある。
スペイン配列は、スペイン語ばかりでなく、スペイン国内で普及している別言語であるガリシア語、カタルーニャ語、バスク語、アラゴン語が容易に入力できるように配慮されたものである。よく使われるアキュート・アクセント ´ （acento）と、たまに使われるディエレシス ¨（diéresis）は、Ñ ñ の右、日本で普及しているキーボードでは : ＊ の位置に配置されている。スペイン語では外来語以外使われないアクセント記号、曲アクセント　ˆ や、重アクセント ` があり、どちらも P p の右に日本で普及しているキーボードでは、＠ ` の位置にある。カタルーニャ語で使われる Ç ç も配置されている。
ラテンアメリカ配列は、ラテンアメリカで普及しているとされているものの、当地でもスペイン配置のキーボードが入手しやすいことがよくある。なお、アキュート・アクセント ´ とディエレシス ¨ は、P p の右、日本で普及しているキーボードでは ＠ ` の位置にある。
なお、Dvorak配列のスペイン語版 Teclado Dvorak Español も存在する。

## 実際の入力
基本的に、英語入力と変わらないものの、アクセント記号などの入力については留意する必要がある。
アキュート・アクセント´や、ディエレシス ¨ など赤字は、デッドキーである。
メロンのスペイン語の単語 melón を入力する場合、m e l ´ o n の順序で入力する。
民族楽器ギロのスペイン語 güiro を入力する場合、g の後、shift キーを押して ¨ を入力し、u i r o と入力することとなる。 